# 查理咬我手指
《查理又咬我的手指了！》，較廣為人知的是其兩個簡稱《查理咬我手指》（Charlie Bit My Finger）或《查理咬我了》（Charlie Bit Me），為一部在2007年5月22日由「HDCYT」上傳的56秒網路爆紅影片，於2009年10月25日至2010年4月14日間保有YouTube史上觀看數最多的紀錄，其NFT在2021年5月以約761,000美元的價格獲拍賣。
該影片的主角為來自英國的兄弟檔，時年三歲的哥哥哈利·戴維斯-卡爾（Harry Davies-Carr）和比他少兩歲的弟弟查理（Charlie），兩位皆坐在椅子上。查理首先拿起哈利的右手並開咬，後者說著「查理咬我了」（Charlie bit me），接著把左手手指放進弟弟口中，這次查理咬得更為大力，讓哥哥尖叫起來，連呼幾聲「哎喲」（Ouch!），而查理見狀則咯咯起笑。哈利之後也笑了，並說：「查理咬我了，這真的有夠痛的」（Charlie bit me. And that really hurt.）。截至2021年5月24日，《查理又咬我的手指了！》錄得超過8.83億的點擊次數，但自當天之後，該影片便因NFT拍賣一事列入「不公開狀態」，兩個月之後更因YouTube的政策變化而成為私人影片。

## 背景
查理和哈利的父親，也是「HDCYT」頻道的擁有者霍華德·戴維斯-卡爾（Howard Davies-Carr）稱《查理咬我手指》「只是為了留存男孩們的成長過程」。錄製完後，霍華德有在相機上看到咬手指的片段，但它「並沒有特別出眾」，直到幾個星期後他將影片傳輸到電腦上，並回看時才發現該片段其實十分好笑。
戴維斯-卡爾一家來自倫敦以南約48公里外，位於英國白金漢郡泰晤士河谷南部的馬洛，但霍華德為了讓遠在美國生活的孩子教父也能看到《查理咬我手指》，於是把它上傳到YouTube。之所以選擇YouTube，是因為影片檔案過大，無法以電子郵件方式發送。《查理咬我手指》最初被設為私人狀態，而霍華德也提到：「我原本打算在爆紅之前刪除它（影片），但當一傳十、十傳百時，我無論如何也會失去對這條影片的控制權，所以我就不管它了」。他在影片簡介中表示：「這部短片會放上來，出於想分享給男孩的教父看。我對整個YouTube的生態看得太過天真。它瘋傳了，而一旦發生這種情況，我是無從入手的。大家捎來很多友善的評論和訊息，而現在我每六星期都要上傳一部新的兄弟檔影片」。戴維斯-卡爾家現在多了兩個兒子，分別名叫賈斯珀（Jasper）和魯伯特（Rupert）。

## 觀看次數
在2008年2月初時，《查理咬我手指》的觀看數為約260萬，一個月後卻暴增至1200萬。到了同年12月，它已經達到6500萬次的點閱數，位列YouTube第12大觀看數最多的影片，並在2009年4月來到9200萬。《查理咬我手指》於同年8月成為觀看次數第二多的影片，及後更在2009年10月末超越《舞蹈進化史》（Evolution of Dance），取得有史以來觀看數最多的YouTube影片寶座，其時觀看次數為近1億300萬。除了成為當時最多點閱數的影片外，它也是YouTube上點讚數最多及第二「最受討論」的英國影片。於2009年5月由Visible Measures編纂，並計量150個影片分享網站的影片點擊率的一份報告中，《查理咬我手指》是互聯網上第13多觀看數的爆紅影片。截至2021年5月24日，該影片錄得超過8.83億的點擊次數。

## 迴響與
自無心插柳地爆紅，哈利和查理獲得了廣泛的關注，霍華德此後也將多個有著兒子們入鏡的影片放上YouTube，部分更包含其新出生的弟弟賈斯珀（Jasper）。在《時代》於2010年評選的50大YouTube最熱門爆紅影片榜單中，《查理咬我的手指》名列頭名。
三兄弟的母親雪萊·戴維斯-卡爾（Shelley Davies-Carr）談及影片的成功時稱：「就連蘇珊·波伊爾的歌都比不上我們的流量。這部影片從一個美國大學網站上傳播開外，應該是英式口音的帶動才令它譽滿全球吧」。雪萊在2009年接受《每日電訊報》訪問時表示哈利和查理了解到自己在網路成名後感到十分害羞，每當在電視上看到自己亦不禁尷尬起來。霍華德隔年評論其兒子「現在仿佛成了風雲人物，人人都想要他們的簽名，這簡直瘋狂」。他在2012年的一次訪問中提及其兒子意外成名的隱患：「外界有很多恣意妄為的傢伙試圖利用那些不知道自己擁有什麼的人（查理和哈利）」。當談及查理和哈利們長大後的話題時，他反思道：「當孩子到了18時，我希望他們回憶一下，然後想著『比起參演《查理咬我手指》時的我，我現在的生活已是多彩多姿的了』。
在2014年《吉米·坎摩尔直播秀》的〈奧斯卡頒獎典禮後特輯〉（"After The Oscars Special"）中，主持人吉米·坎摩尔邀請了許多明星重現YouTube的爆紅影片。第一部翻拍的正是改編自《查理咬我手指》的《咬咬俠：開戰時刻》（Bitman Begins，影射《蝙蝠俠：開戰時刻》），並由克里斯、連恩·漢斯沃兄弟檔飾演已長大成人的哈利和查理，而汤姆·汉克斯和梅麗·史翠普則扮演兩人的父母。在這部帶玩笑意味的「電影預告片」中，「哈利」窮盡畢生找尋咬斷其手指的弟弟，在知道他的蹤跡後追至一棟建築物的天台，並企圖復仇。在「查理」威脅動手之際，「哈利」對著上帝尖叫道：「查理咬了我！咬我的手指！」（Charlie bit me, Charlie bit my finger!），最終兩人扭打過後雙雙墜地，「哈利」隨後說出著名的「哎喲！查理，這真的有夠痛的」（Ouch! Charlie, that really hurt），同時「查理」則以笑應之。
霍華德和雪萊夫婦曾多次婉拒脫口秀節目的邀请及在媒體上公開露面。直至2012年9月30日，霍華德、查理和哈利三人以神秘嘉賓身份登上英國第四台的年度猜謎節目《年度大胖考》中。在2015年4月的CBBC採訪中，查理表示自己對這麼多人觀看《查理咬我手指》一事感到有點奇怪。引用方面，《辦公室》的配角荷莉·芙蕾克斯（Holly Flax）在第7季第18集〈托德·帕克〉中談及幽默人物時提到《查理咬我手指》。美國饒舌歌手Jme在其2015年專輯《剛正不阿》的第一首歌曲〈八脈〉（"Pulse 8"）中放入了該影片的音軌。除此之外，美軍擊斃阿爾蓋達組織前首領奥萨马·本·拉登後，在他電腦中的影音收藏中也發現了《查理咬我手指》的存在。

## 經濟收入
據《華爾街日報》在2010年6月18日的報導，戴維斯-卡爾一家已從《查理咬我手指》中獲得超過10萬英鎊的廣告收入，足夠他們買入新屋。其成功被類比成中了樂透，即所謂的「迷因彩票」。自《查理咬我手指》上傳以來，「HDCYT」其他有關哈利和查理的作品一併在YouTube上「瘋傳」，而他們一家也正透過這些影片獲利，其中一些的收入更超過10萬美元。
為了響應粉絲們的要求，這家人製作了一系列包括T恤、馬克杯和限量版日曆在內的《查理咬我手指》周邊商品。戴維斯-卡爾一家也與爆紅迷因影片管理公司Viral Spiral建立合作夥伴關係，後者會協助前者創立品牌，並幫忙將《查理咬我手指》置入斯普林特等公司的迷因廣告內。在Viral Spiral和Rightster的推廣下，哈利和查理將出演他們自己的網絡連續劇。然而截至2021年，製作方自2012年首次公布信息以來便音訊全無。

### 拍賣
The Verge等新聞媒體在2021年5月報稱《查理咬我手指》將以NFT形式拍賣，拍賣結束後，該影片便會從YouTube上刪除。作品最終由擁有災難女孩和吓死爹妹子的網路迷因NFT的3F Music公司以760,999美元購得。霍華德稱收入大多會拿來支付哈利和查理兩人的大學費用，而部分則會捐贈至碳補償慈善組織，以幫助應對能源密集式開採加密貨幣帶來的龐大環境成本。拍賣結束後，該公司澄清不會下架《查理咬我手指》，但該影片自同月24日開始便為「不公開狀態」，兩個月後更因YouTube政策的變化而成為私人影片。截至2023年6月，《查理咬我手指》仍未能重回公眾視野。

## 外部連結
- 原始影片
- 互联网电影数据库（IMDb）上《查理咬我手指》的资料（英文）